# Ясторфская культура

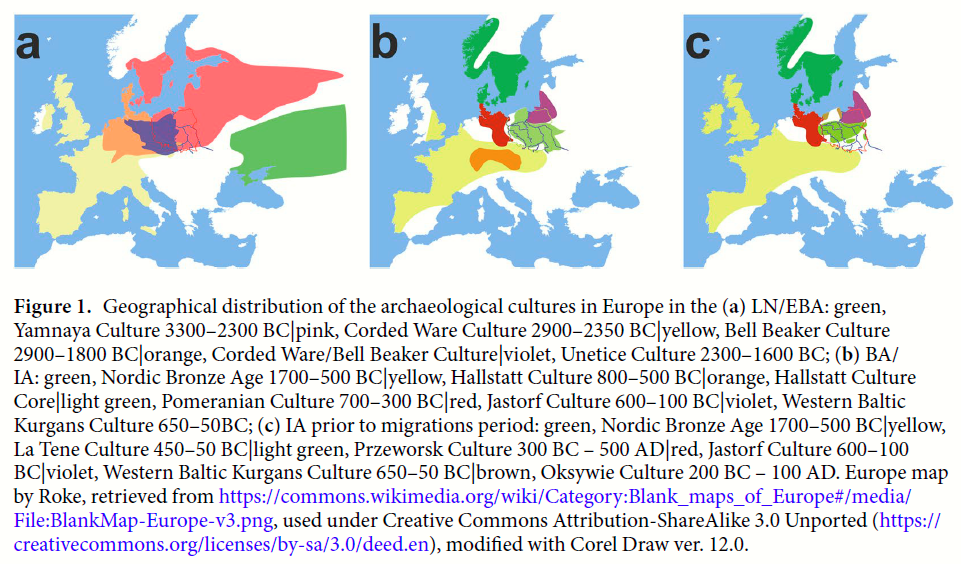
Археологические культуры на территории Европы в Бронзом-Железном веке; изображения b и c, красный цвет — Ясторфская культура

Ясторфская культура — группа родственных археологических культур периода раннего (VI—IV вв. до н. э.) и позднего (IV—I вв. до н. э.) предримского железного века, распространённая в северной и центральной Европе, на территории различных исторических регионов, входящих в состав современной Германии и Дании. Культура условно делится на «ядро» и «периферию». К ядру Ясторфской культуры традиционно относят Южную Ютландию, Шлезвиг-Гольштейн, Северную Саксонию, Мекленбург-Переднюю Померания, Альтмарк и Западный Бранденбург. Периферия культуры — территория средней и северной Ютландии (среднее и нижнее течение Одера), района Зал и коммуны Эльстер (Эльба) в земле Саксония-Анхальт, Северной Богемии, западной и центральной Нижней Саксонии.
Ясторфская культура была открыта в 1897 г. Густавом Швантесом на материалах могильника под деревней Ясторф (сейчас входит в состав города Бад-Бевензен. de:Jastorf). Характерные черты, позволяющие отнести тот или иной археологический объект к ясторфской культуре в основном, выделяются на материале погребений. До 2014 года археология ясторфской культуры оставалась только археологией погребений.

## Открытие культуры
В 1897 г. Густав Швантес обнаружил 42 погребальные урны недалеко от деревни Ясторф. Они были датированы латенским периодом (450 года до н. э.). Заметив типологические различия между найденными урнами и имеющимися в коллекции Музея естественной истории в Гамбурге, Швантес предположил, что его находки принадлежат самобытной, неизвестной до того момента культуре. Он продолжил исследования, что позволило ему не только доказать принадлежность погребальных урн к новой культуре, но и выделить три периода в её истории: «Ясторф А», «Ясторф В» и «Ясторф С». Благодаря сделанным находкам была поставлена под сомнение господствующая в то время теория о проникновении железа в Северную Европу через кельтскую культуру.

## Ядро и периферия
Густав Швантес разделил ясторфскую культуру на ядро и периферию. Под ядром он подразумевал очень близкие по морфологическим особенностям могильники, компактно расположенные в северной Германии и южной Ютландии. Периферию культуры он распространял на северную Ютландию, южную Скандинавию, центральную Германию, а также северо-западную Польшу. В этих регионах, в зависимости от их культурного окружения, либо менялся типичный набор вещей, либо сам тип погребения, либо и то и другое вместе.

## Картография культуры, деление на группы
Существует множество мнений о том, как делить ясторфскую культуру на отдельные области. Вопрос о связи типов артефактов и культурных комплексов с ландшафтом все еще не решен и ждет своего исследователя.
В современном научном сообществе нет единого мнения о широте распространения ясторфской культуры. С одной стороны это обусловлено недостатком источников, а с другой, уходит корнями в разногласия между исследователями, которые начались еще в 1911 году после того, как Густав Швантес определил территорию распространения ясторфской культуры. По его мнению, она занимала Ютландию, Гольштейн, Западный Мекленбург и Шлезвиг. Позднее эта концепция была значительно расширена вплоть до введения понятия «Ясторфская цивилизация». Немецкая археологическая школа поддержала предложенные границы Ясторфской культуры и не изменила своей позиции, даже когда сам автор концепции изменил свои взгляды на эту проблему.
Датская археологическая школа не приняла предложенные Густавом Швантесом границы культуры. Ситуация осложнялась политической стороной вопроса, поскольку границы ясторфской культуры затрагивали спорную германо-датскую границу. Таким образом, дискуссия о распространении ясторфской культуры перестала быть исключительно научной и приобрела политический контекст. Основываясь на археологическом материале Йэс Мартенс убедительно доказал, что Северная Ютландия не должна входить в ареал распространения ясторфской культуры. Вопрос о локализации Ясторфской культуры до сих пор не решен окончательно.

## Памятники
Памятники центра Ясторфской культуры были исследованы Густавом Швантенсом ещё в начале XX века. С тех пор количество известных нам памятников практически не изменилось. Эти памятники — Бельдорф, Вессенштедт, Ясторф, Рипдорф, Зеедорф.
На данный момент интерес исследователей вызывают в основном памятники с периферии ясторфской культуры. Вероятно, это связано с тем, что четкие границы ясторфской культуры не определены и по сей день. Кроме того, исследование памятников с периферии Ясторфа проливает свет на этническую принадлежность представителей этой культуры, а также степень влияния на них соседних культур (поморская культура, культура домовых урн, различные группы лужицкой культуры). Памятники периферии ясторфской культуры представлены обычными и укрепленными поселениями, ремесленными центрами и крупными комплексами захоронений в Северной Ютландии. Например, Крагеде, Вендсиссель, Борремос и в Польше: Грос Шульцдорф, Шенькендорф, Вальтерсдорф.

## Основные критерии выделения культуры
Для почти всех областей, включаемых в ареал ясторфской культуры, характерны следующие черты:
- могильники сходного размера, насчитывающие от 30 до 100 погребений.
- наиболее распространённый погребальный обряд — трупосожжение. Кальцинированные кости, выбранные из погребального костра, который, как предполагается, устраивался на стороне, захоранивались в урнах. Урна, обычно керамический горшок, реже — мешок, накрыта крышкой, чаще — миской. Иная керамика встречается редко; некоторые исследователи указывают на то, что урновые захоронения не могут считаться специфически ясторфскими[9]. Зато в ясторфской культуре широко известны урновые захоронения в каменных кругах, круглых каменных вымостках и низких насыпях[10][11].
- погребальный инвентарь обычно сводится к одёжным застёжкам и украшениям
- значительная часть погребений, но не большинство, сопровождаются застёжками (булавками или позднее — фибулами) для одежды и поясными крючками
- украшения редки, обычно это серьги, браслеты или шейные гривны
- внешний вид инвентаря, как украшений, так и керамики, меняется от одной группы к другой, но за внешними изменениями прослеживается общий «ясторфский стиль»: глиняные сосуды со сложными прорезными узорами, с чередующимися лощеными и хроповатыми вертикальными полями[3][12].

Характерные черты поселений менее изучены, однако, польские учёные на основании материала, относящегося к IV и III вв. до н. э. и происходящего с территории Польши, выделяют следующие характерные элементы в материальной культуре ясторфских памятников:
- особые керамические формы: горшки с несколькими ручками-ушками, сосуды трёхчастной формы, округлобокие горшки с прямой шейкой; орнаментация сосудов рельефными подковками[13].
- приочажные подставки, называемые собачками (fire-dogs).
- бронзовые шейные гривны, формой напоминающие зубчатые короны
- характерные бронзовые фибулы с шариками на спинке и ножке
- Поселения представляют собой небольшие группы землянок, каждая из которых площадью примерно 3 × 5 м.
- Погребения по тому же обряду, что в северной Германии, часто совершаются на уже существующих кладбищах[14]

## Хронология и периодизация
Ясторфская культура зарождается в период позднего Гальштата (D2 и D3) и соседствует с разными культурами на почти всем протяжении эпохи Латена. Культура была поделена Густавом Швантенсом на три фазы (A — C), начиная с позднего Гальштата (фаза A) и заканчивая ранним Латеном (фазы B и C), затем ступени Рипдорф (средний Латен) и Зеендорф (поздний Латен):
- VI век до н. э., Ясторф A (Гальштат D)
- V век до н. э., Ясторф B (Латен A)
- 400—350 годы до н. э., Ясторф C (Латен B)
- 350—120 годы до н. э., Рипдорф (Латен C)
- 120—1 годы до н. э., Зеедорф (Латен D)

Существует точка зрения, что такая периодизация на данный момент устарела. При этом никакой альтернативы, кроме локальных хронологических разработок, не существует.

## Языковая принадлежность
Доримский железный век южной Скандинавии и северной Германии традиционно считается зоной сложения прагерманского языка.

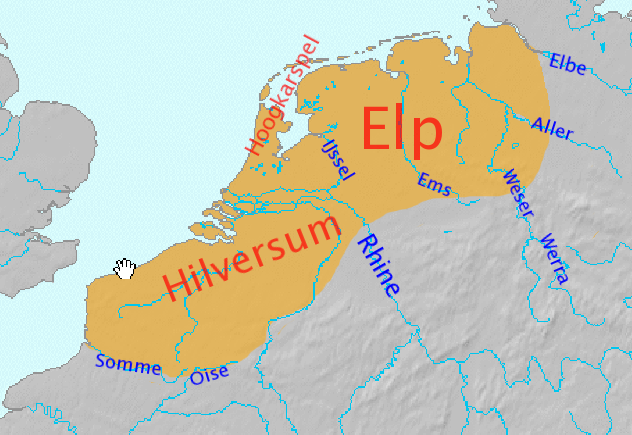
Распространение Северо-западного блока: хилверсюмская, элпская и хоогкарспелская культуры

Ещё первооткрыватель ясторфской культуры Густав Швантенс выдвинул предположение о том, что её носители были древними германцами. Это утверждение вызвало широкий резонанс в научных кругах. Ряд исследователей обратили внимание, что топонимия правобережья Рейна, где распространена одна из групп ясторфских памятников, относится к неизвестному индоевропейскому языку, поскольку не этимологизируется ни из германских, ни из кельтских языков. Говорившие на этом языке племена так называемого «северо-западного блока» занимали промежуточное положение между областями латенской и ясторфской культур. М. Б. Щукин отмечает, что первые упоминания этнонима «германцы» в древнеримских источниках относятся к обитателям верховьев Рейна, тогда как кимвров и тевтонов из ядра ясторфской культуры к «германцам» не относят. Г. Амент считает ясторфские группы лишь одним из компонентов, принявших участие в процессе германского этногенеза.
Для кельтских и германских языков реконструируется общее название железа — *īsarno- / *īsarna-. Это слово могло быть заимствовано из пракельтского языка в прагерманский в эпоху латенско-ясторфских контактов. Археологическим отражением этого процесса считаются «кузнечные могилы» (нем. Schmiedegräber) — захоронения с железной рудой, шлаками, наковальнями и целыми наборами кузнечного инструмента. Появление этих захоронений интерпретируется как проникновение в ясторфскую среду латенизированной «касты» кельтоязычных специалистов по металлургии железа.
Пролить свет на этническую принадлежность могли бы данные погребального обряда и информация о религиозных воззрениях её населения. Однако кремационный обряд захоронения, скупость погребального инвентаря в ясторфских погребениях и не слишком большое художественное разнообразие ясторфского стиля делает такое исследование невозможным, по крайней мере на данный момент. Кроме того, в поздний период ясторфской культуры, в северной части её ареала наблюдается традиция человеческого жертвоприношения через утопление в болоте. Однако и такой обычай не сильно расширяет поле для исследования этнической и религиозной принадлежности носителей ясторфской культуры.
Ю. К. Колосовская и английский исследователь Д. Х. Грин указывали на то, что междуречье Одера-Нейсе и Верхней Вислы — зона распространения ясторфской культуры — место первоначального обитания племени бастарнов, которые упоминаются рядом античных авторов. Впрочем, с этнической идентификацией самих бастарнов дело обстоит тоже не так просто — так, например, античные авторы отождествляли их с кельтами (Полибий, Ливий, Плутарх), с германцами (Тацит), и даже со скифами (Дион Кассий) или фракийцами (Деметрий из Каллатиса). Кроме того, другие исследователи предполагают, что прародиной бастарнов могли быть территории к северу от междуречья Одера-Нейса и Верхней Вислы, или Поднепровье. Однако, если принимать версию о том, что бастарны появились в результате взаимовлияния кельтской и латенской культур, то становится возможным объяснить ясторфские элементы в зарубинецкой и поянешти-лукашевской культурах, на формирование которой бастарны и оказали влияние. Предполагается, что на рубеже IV—III вв. до н. э. произошла миграция бастарнов с севера на юго-восток, сначала в зону распространения зарубинецкой культуры, затем на Дунай и Балканы, произошедшая вследствие климатических изменений. Е. В. Ляхин говорит об архаическом обряде, который мог бы объяснить миграцию бастарнов: постоянный недостаток пахотных земель вызывал голод, и заставлял людей вести полукочевой образ жизни. Переселение сопровождалось принесением людей в жертву, затем их просто стали выселять из общины. Возможно, именно эти «выселенные» люди и составляли костяк мигрантов на юго-восток.

## Палеогенетика
Проведение полноценных исследований о генетическом происхождении населения культуры Ясторфа невозможно из-за преобладания кремации в погребальном обряде её носителей. Поэтому на данный момент исследования об этническом происхождении носителей ясторфской культуры строятся по большей части на данных погребального инвентаря и довольно скудных свидетельствах письменных источников.
В период позднего неолита, до появления на рассматриваемых территориях протогерманских племен, их населяли представители культуры воронковидных кубков (4000—2700 гг. до н. э.). У представителей этой культуры отмечается митохондриальная (женская) гаплогруппа H, а также другие, менее распространенные, гаплогруппы с территорий Малой Азии и Ближнего Востока в сочетании с менее распространенными проявлениями западноевропейской гаплогруппы V. Определенная бинарность, сочетание западноевропейских образцов ДНК с ближневосточными, наблюдается и в мужских образцах ДНК. Однако мужские образцы ДНК показывают, что представители данной культуры принадлежали к доиндоевропейскому населению.
Позднее в позднем неолите — ранней эпохе бронзы рассматриваемые территории были поделены между представителями индоевропейских культур колоколовидных кубков (протокельтов) и боевых топоров (прямые потомки степняков, родственных представителям кочевников ямной культуры) (2900—2300 гг. до н. э.), с последующим формированием на их основе унетицкой культуры (2300—1600 гг. до н. э.).
С началом бронзового века всё большее распространение получают различные вариации обряда кремации, что существенно затрудняет генетические исследования и, вероятно, служит показателем складывания и симбиоза большого числа разноэтничных культур. Так, по мнению исследователей, к началу железного века становится возможным выделить раннеславянские культуры (лужицкая, затем поморская, ещё позднее — пшеворская культуры). Увеличение числа культур, по всей видимости, показывает приток миграционных волн в Европу. Так, если обратиться к примеру соседних Ясторфу культур, то D-статистика показывает сходство приморских обществ охотников-собирателей того периода с некоторыми популяциями Ближнего востока и Юго-Восточной Европы.

## Экономика
Экономика носителей ясторфской культуры, о которой можно заключать по польским материалам, была комплексной и включала животноводство, земледелие, рыболовство и охоту. Несмотря на неудовлетворительное состояние исследований этой области, можно утверждать следующее. Крупный рогатый скот (породы с короткими рогами) составлял бо́льшую часть стад, меньше было коз и овец, свиней и лошадей. Коровы были источником молочных продуктов, быки служили как тягловый скот, в том числе и для распашки земель. Козы и овцы тоже могли быть источником молока, но основная их роль заключалась в предоставлении шерсти для производства одежды. Козы, овцы и свиньи также служили источником мясной пищи. Лошади в основном были тягловыми животными. Птичьих и рыбьих костей на поселениях обнаружено мало, что обусловлено как их хрупкостью, так и методикой раскопок.
Земледелие носителей ясторфской культуры на территории Польши можно описать следующим образом. В основном выращивались зерновые: рожь, пшеница, овёс. Употребляли их варёными, как каши, запекали в лепёшки, делали супы. Исследования содержимого желудков людей, мумии которых были найдены в болотах северной Германии и южной Дании, подтверждают, что те в доримский железный век потребляли каши и простые супы из зерновых. Тем не менее, урожаи, которые можно было получить при уровне развития орудий землепашества периода железного века, не были достаточны для того, чтобы стать основой питания для представителей ясторфской культуры. Более того, из-за недостаточной развитости орудий сельского хозяйства, отсутствия возможностей долго сохранять излишки продукта, неблагоприятного климата и различных природных катастроф (например, наводнений), существовала постоянная угроза голода.
В середине III в. до н. э. происходят глубокие изменения в жизни носителей ясторфской культуры. В основном, они связаны с контактами с кельтским населением, появившимся к тому моменту к югу от зоны их расселения. В кельтском поселении Нова Череквиа (Nowa Cerekwia) обнаружены следы торговли янтарём — с территории, прилегающей к Балтийскому морю, солью, болотным железом. Кельты также могли служить посредниками в привлечении своих северных соседей на военную службу в качестве наёмников для своих южных соседей, эллинистических государств и Рима, о чём могут свидетельствовать греческие и кельтские монеты в центральной Польше. Естественно, вследствие плотных контактов увеличивалось производство железа на территории центральной Польши, в том числе и в контексте ясторфской культуры. Рядом с болотами Мазовше (Mazowsze) открыто множество относящихся к этому времени ям, в которых выплавляли железо. Ястфорские кузнецы стремительно заимствовали кельтские технологии добычи и обработки железа.
В этот же период здесь появляется всё больше латенского импорта. В основном, это керамика, но одна из самых ярких черт — латенские фибулы, постепенно замещающие булавки. Изменения произошли и в погребальном обряде ясторфской культуры. Теперь в погребения ссыпают весь материал, остававшийся после погребального костра: золу, угли, кости, личные вещи, такой же стандартный набор — фибулу, нож, бритву, оселок. В некоторых случаях добавляется сломанное оружие, чего никогда не было в ранние периоды развития ясторфской культуры. Интересно, что некоторые латенские компоненты, например, богатый женский убор, не были восприняты ясторфской культурой.

## Социальное устройство
Состояние источников не даёт возможности в подробностях рассмотреть социальное устройство групп людей, живших в ареале ясторфской культуры и, по крайней мере, погребавших своих мертвецов по её обряду. Любые обобщения, делаемые на основании доступных скудных источников приводят к заблуждениям, так как сам погребальный обряд ясторфской культуры, предполагающий лишь небольшое количество погребального инвентаря в захоронении, лишает современных исследователей практически всех инструментов для постижения социального устройства носителей этой культуры. Польские исследователи сделали замечание в отношении польского варианта ясторфской культуры в середине III в. до н. э. Они утверждали, что для организации значительных поставок железа кельтам (см. выше) было необходимо общество с неким центром принятия решений, а также опыт организации сложных экономических связей, необходимых для поставок железа кельтам.
Если принимать во внимание отождествление представителей ясторфской культуры с племенем бастарнов, можно утверждать, что бастарны, пришедшие на территорию современной Польши, были, вероятно, бедными молодыми людьми без женщин.
К моменту появления бастарнов на Балканах во II в. до н. э., у них довольно стратифицированное общество, со своими вождями племен (principes) и царями (rex), то есть общество, которое имело все предпосылки для развития военной демократии. Однако бастарны на тот момент смешались с другими прагерманскими (скирами, кимврами), сарматскими, кельтскими, гетскими этническими элементами и оказали влияние на возникновение зарубинецкой и пояшенти-лукашевской культур, то есть не были в прямом смысле слова носителями ясторфской культуры, ядро которой находилось далеко на севере от Балкан.